# Carcinoma metastatico della tiroide
Il carcinoma metastatico della tiroide è causato da metastasi provenienti da tumori maligni di altri organi e rappresentano il 2% circa delle lesioni neoplastiche maligne della tiroide.

## Descrizione
La provenienza può essere dal rene, dal polmone, dall'utero o si può trattare di metastasi tiroidee di melanoma. In genere, una volta individuata una lesione tiroidea ed effettuato l'agoaspirato, si ottiene una diagnosi generica di malignità mentre la diagnosi specifica di origine del tumore primitivo può risultare difficile, a meno che non esista e sia già noto un tumore maligno in un altro sito, nel qual caso si ricercheranno le caratteristiche citologiche che coincidano con quelle del tumore primitivo.

## Terapia
La terapia chirurgica, la radioterapia o la chemioterapia dipenderanno dalla natura e dalla stadiazione del tumore d'origine.